# Lárnaca (distrito)

Localização do distrito de Lárnaca

O Distrito de Lárnaca é um dos 6 distritos de Chipre. Sua cidade principal é Lárnaca (antiga Cítio).
Em 2011, tinha uma população de 143 192 habitantes, dos quais 59% são urbanos.